# Ярост
Ярост — польський римсько-католицький і державний діяч кінця XIII — початку XIV століття, краківський канонік, кустос і канцлер князя Владислава Локетка.

## Життєпис
Ярост народився, очевидно, у другій половині XIII століття. Його батьком був Броніш (пол. Bronisz). Їхні імена не є характерними для Малопольщі, але були популярними на той час у Великопольщі, Куявії та Мазовії. Отже, він міг походити з тих частин Польщі.
Він був катедральним каноніком і пробстом скальбмежським вже за часів краківського єпископа Прокопа (1292–1294), і з цими титулами він з'явився в оточенні цього єпископа у Празі в червні 1294 року. Очевидно, після конфлікту Прокопа з королем Богемії та Польщі Вацлавом II, і примусового відсторонення першого від посади, Ярост, перебуваючи серед його близького оточення, негативно сприйняв ці події, у подальшому він став противником чеського панування.
Як член краківської капітули, він взяв участь у виборах нового єпископа краківського, яким став Ян Муската у липні 1294 року ще за життя свого попередника Прокопа. Проте згодом Ярост зайняв ворожу позицію щодо Мускати. Протягом наступних 12 років відсутні згадки про нього у джерелах. У цей період він був позбавлений пробоства, яке була надане Енгельберту, прихильнику нового єпископа. Імовірно, він тимчасово виїжджав на батьківщину на північ Польщі, до Великопольщі чи Куявії.
Повернувся до Кракова Ярост тільки після того, як ним заволодів князь Владислав Локетек 1306 року. Уже 2 вересня він був призначений кустосом краківським.
Він став одним із небагатьох священнослужителів катедральної капітули, які займали ворожу позицію щодо єпископа Яна Мускати. 1308 року він свідчив на судовому процесі над краківським єпископом, який провадив архієпископ Ґнєзненський Якуб Свінка, а згодом став одним із головних противників єпископа серед малопольського духовенства. 2 липня 1309 року кустос краківський Ярост засвідчив присягу, складену Владиславу Локетку Яном Мускатою на вірність і покору. Краківський єпископ невдовзі був змушений покинути свою дієцезію та країну. А Яроста архієпископ Свінка офіційно призначив тимчасовим розпорядником (адміністратором) столових маєтків Краківського єпископства. Дослідник Томаш П'єтраш припускає, що оскільки ця функція була довірена саме йому, а не старшим прелатам катедральної капітули, то саме він значною мірою спричинив вигнання єпископа. Усунутий від управління дієцезією, Ян Муската у серпні 1309 року звинуватив Яроста, а також каноніків Миколая Варшовіча та Францішека) перед папським легатом Джентілісом за співучасть у його ув'язненні. Ярост, як адміністратор Краківської дієцезії, у березні 1310 року був відлучений легатом і позбавлений своїх функцій.
Наприкінці того ж року, Ярост, як надійний прибічник Владислава Локєтка, обійняв посаду канцлера краківського. На цьому уряді він перебував, принаймні, до кінця січня 1315 року, коли про нього востаннє згадується у документах.
1317 року єпископ Муската повернувся до дієцезії та намагався поквитатися зі своїми опонентами. Саме завдяки йому папська курія 1318 року вимагала від колишніх адміністраторів єпископських маєтків повернення нібито незаконно зібраних ними доходів. Проте, на той час Миколай і Ярост уже померли.
Точний рік смерті Яроста невідомий. Деякі дослідники вважають, що вона сталася між 25 січня та 18 травня 1315 року. За іншими даними, Ярост помер 1317 року, бо тоді він був востаннє згаданий у документах.